# 柴田和敬
柴田和敬（しばた かずたか、1984年6月5日 - ）は音楽ユニット・Stratosphere-ストラトスフィア-で活動していた。現在は、グループも解散し、音楽活動は行っていない。

## 経歴
平成20年度山形大学元気プロジェクトに採択され、公式イメージソング「夢のカケラ」を制作プロデュースを行っていた。
2010年、山形鉄道フラワー長井線の応援ソングタイアップ曲「Flower」の制作をきっかけに、Stratosphere‐ストラトスフィア‐を結成・活動を開始。同年5月15日にStratosphere‐ストラトスフィア‐1st Single「seed」、8月28日2nd Single「Love」をNew AGE Recordsよりリリース。2011年3月16日WEB版限定シングル「Bittersweet」をリリース。2012年5月16日にStratosphere‐ストラトスフィア‐1st Album「あい」をSutofi Recordsより全国リリース（現在は廃盤）。平成24年度やまがた元気プロジェクトサポート団体として、山形ブランド「さくらんぼ」等の山形特産物のイメージソングを制作しPR活動を行っていた。